# Procedure
Procedure, ou procedimento, é uma coleção de instruções implementadas com linguagem computacional,uma [sub-rotina] ou [função],geralmente são procedimentos manuais idealizados e documentados por analistas de sistemas e programadores que trabalham com banco de dados ou escrevendo o código-fonte de diversos softwares. São componentes fundamentais da maioria das aplicações.
As Stored Procedure uma vez armazenadas ou salvas, ficam dentro do servidor de forma pré compiladas, aguardando que um usuário do banco de dados faça sua execução; encapsulam tarefas repetitivas, desde um simples INSERT, passando por inserções por lote, UPDATE e outras instruções mais complexas